# Mieżdurieczensk
Mieżdurieczensk (ros. Междуреченск [mʲɪʐdʊˈrʲetɕɪnsk]) – miasto w Rosji, w obwodzie kemerowskim,  w Kuźnieckim Zagłębiu Węglowym. Liczy 96 tys. mieszkańców (2020).

## Geografia
Mieżdurieczensk znajduje się przy ujściu rzeki Usa do Tomu (stąd nazwa miasta, którą można tłumaczyć jako między rzekami). Oddalony jest 60 km na wschód od Nowokuźniecka i 312 km na południowy wschód od Kemerowa.
Znajduje się tu dyrekcja Rezerwatu „Ałatau Kuźniecki”.

## Historia
Początki miasta związane są z odkryciem tam wielkich zasobów węgla kamiennego. Aby rozpocząć wydobycie surowca zaplanowana budowę łagru na 6,5 tys. więźniów. 27 marca 1948 roku ze Stalinska (Nowokuźniecka) przybyło 27 z nich. Zaczęto budować drewniane, a następnie murowane domy. 23 czerwca 1955 roku powstające miasto połączono z osadą Olżieras pod nazwą Mieżdurieczensk. Oficjalnie uzyskał on status miasta 23 lipca 1955 roku.

## Przemysł
Miasto jest ważnym ośrodkiem wydobycia węgla kamiennego w Zagłębiu Kuźnieckim. Znajduje się tam największa w Rosji kopalnia Raspadskaja. Poza tym przemysł mineralny i spożywczy.